# Gare de Moortsele
La gare de Moortsele (station Moortsele en néerlandais) est une gare ferroviaire belge de la ligne 122 de Melle à Grammont située à Moortsele dans la commune d'Oosterzele en région flamande dans la Province de Flandre-Orientale.
C’est une halte voyageurs de la Société nationale des chemins de fer belges (SNCB) desservie par des trains Suburbains (S52) et d’Heure de pointe (P).

## Situation ferroviaire
Située au point kilométrique (PK) 4,8 de la ligne 122 de Melle à Grammont, elle est établie entre la Gare de Landskouter et la Gare de Scheldewindeke.

## Histoire
La gare de Moortsele ouvre le 5 janvier 1867 lors de l'inauguration de la ligne Gand - Grammont de la compagnie du Chemin de fer de Braine-le-Comte à Gand en même temps que la ligne entre Grammont et Braine-le-Comte qui est devenue l’actuelle ligne 123.
Contrairement à beaucoup de concessions ferroviaires belges, l’exploitation fut assurée dès le départ par les Chemins de fer de l’État belge qui donnèrent également des directives dans l’élaboration du projet, notamment les plans des gares.
Moortsele reçoit un bâtiment de gare standard à pignons à redents muni de quatre travées.
Par la suite, dans les années 1930, la gare est rénovée avec une annexe à toit plat avec un angle à pans-coupés tandis que le sommet de la gare perd ses redents.
Après la fermeture du guichet[Quand ?], les bâtiments de la gare sont démolis et Moortsele devient une simple halte sans personnel.

## Service des voyageurs

### Accueil
Halte SNCB, c'est un point d'arrêt non gardé (PANG), à accès libre. Elle dispose de deux quais rehaussés en gravier. La traversée se fait par le passage à niveau. Il y a un parking et un parc à vélos.

### Desserte
Moortsele eest desservie par des trains Suburbains (S52) et Heure de pointe (P) de la SNCB (voir brochure SNCB de la ligne 122).
En semaine, la desserte est constituée de trains S52 entre Gand-Saint-Pierre et Grammont, circulant toutes les heures, renforcés par :
- deux trains P entre Renaix et Grammont (le matin, retour l’après-midi) ;
- un train P entre Grammont et Audenarde (le matin, retour l’après-midi).

Les week-ends et jours fériés, Moortsele est uniquement desservie par des trains S52 entre Gand-Saint-Pierre et Grammont.

## Comptage voyageurs
Le graphique et le tableau montrent le nombre de passagers qui en moyenne embarquent durant la semaine, le samedi et le dimanche.
| Nombre de voyageurs qui embarquent à la gare de Moortsele | Nombre de voyageurs qui embarquent à la gare de Moortsele | Nombre de voyageurs qui embarquent à la gare de Moortsele | Nombre de voyageurs qui embarquent à la gare de Moortsele |
|                                                           | Semaine                                                   | Samedi                                                    | Dimanche                                                  |
| --------------------------------------------------------- | --------------------------------------------------------- | --------------------------------------------------------- | --------------------------------------------------------- |
| 1977                                                      | 63                                                        | 17                                                        | 4                                                         |
| 1978                                                      | 79                                                        | 3                                                         | 6                                                         |
| 1979                                                      | 94                                                        | 12                                                        | 15                                                        |
| 1980                                                      | 112                                                       | 9                                                         | 11                                                        |
| 1981                                                      | 120                                                       | 14                                                        | 8                                                         |
| 1982                                                      | 113                                                       | 18                                                        | 14                                                        |
| 1983                                                      | 166                                                       | 19                                                        | 16                                                        |
| 1984                                                      | 117                                                       | 16                                                        | 13                                                        |
| 1985                                                      | 116                                                       | 21                                                        | 16                                                        |
| 1986                                                      | 130                                                       | 16                                                        | 14                                                        |
| 1987                                                      | 128                                                       | 10                                                        | 14                                                        |
| 1988                                                      | 137                                                       | 39                                                        | 30                                                        |
| 1989                                                      | 123                                                       | 26                                                        | 20                                                        |
| 1990                                                      | 121                                                       | 21                                                        | 16                                                        |
| 1991                                                      | 150                                                       | 40                                                        | 22                                                        |
| 1992                                                      | 157                                                       | 31                                                        | 27                                                        |
| 1993                                                      | 153                                                       | 35                                                        | 23                                                        |
| 1994                                                      | 110                                                       | 48                                                        | 33                                                        |
| 1995                                                      | 111                                                       | 30                                                        | 27                                                        |
| 1996                                                      | 118                                                       | 22                                                        | 30                                                        |
| 1997                                                      | 116                                                       | 37                                                        | 33                                                        |
| 1998                                                      | 158                                                       | 62                                                        | 31                                                        |
| 1999                                                      | 139                                                       | 30                                                        | 25                                                        |
| 2000                                                      | 133                                                       | 24                                                        | 24                                                        |
| 2001                                                      | 127                                                       | 40                                                        | 30                                                        |
| 2002                                                      | 133                                                       | 14                                                        | 8                                                         |
| 2003                                                      | 147                                                       | 40                                                        | 30                                                        |
| 2004                                                      | 164                                                       | 32                                                        | 26                                                        |
| 2005                                                      | 164                                                       | 45                                                        | 40                                                        |
| 2006                                                      | 141                                                       | 37                                                        | 32                                                        |
| 2007                                                      | 143                                                       | 62                                                        | 53                                                        |
| 2008                                                      | -                                                         | -                                                         | -                                                         |
| 2009                                                      | 189                                                       | 54                                                        | 43                                                        |
| 2010                                                      | -                                                         | -                                                         | -                                                         |
| 2011                                                      | -                                                         | -                                                         | -                                                         |
| 2012                                                      | 203                                                       | 54                                                        | 32                                                        |
| 2013                                                      | 174                                                       | 46                                                        | 33                                                        |
| 2014                                                      | 153                                                       | 25                                                        | 25                                                        |
| 2015                                                      | 126                                                       | 18                                                        | 13                                                        |
| 2016                                                      | 131                                                       | 37                                                        | 26                                                        |
| 2017                                                      | 126                                                       | 40                                                        | 28                                                        |
| 2018                                                      | 132                                                       | 30                                                        | 27                                                        |
| 2019                                                      | 157                                                       | 26                                                        | 21                                                        |
| 2020                                                      | 81                                                        | 31                                                        | 30                                                        |
| 2021                                                      | -                                                         | -                                                         | -                                                         |
| 2022                                                      | 120                                                       | 35                                                        | 26                                                        |
| 2023                                                      | 139                                                       | 27                                                        | 22                                                        |
| 2024                                                      | 125                                                       | 33                                                        | 29                                                        |